# Вера Фишер
Вера Фишер (шп. Vera Lúcia Fischer; Блуменау, Бразил, 27. новембар 1951) је једна од најпопуларнијих бразилских глумица данашњице, са каријером дугом скоро тридесет година.

## Биографија
Вера је рођена у месту Блуменау, у југоисточном Бразилу. Њен отац је био нациста и Вера никада није успоставила добар однос са њим: „Мој отац је Немац, нациста, терао ме да читам Хитлера и често ме тукао“, написала је касније у својој аутобиографији.
Нагли успон ове жене почиње када 1969. године постаје Мис Бразила. Исте године, на такмичењу за Мис Универзума, Вера стиже до полуфинала. 
Филм којим започиње њена глумачка каријера јесте Супержена, порнографско остварење из 1973. године. После тога се нижу улоге у многим филмовима и представама, а једну од најзапаженијих улога остварила је 2004. године, у филму Прва ноћ једног мушкарца. На Фестивалу бразилског филма у Бразилији 1982. године, освојила је награду за најбољу глумицу Бразила.
Иако на прагу седме деценије живота, Вера се сматра једним од бразилских секс-симбола. Сликала се гола за бразилско издање -a 1982. и 2000. године.
Публици широм света, познате су Верине улоге у теленовелама Породичне сплетке и Индија - љубавна прича, а свакако је најпопуларнија њена улога Ивет у теленовели Забрањена љубав (Клон).